# Júzcar

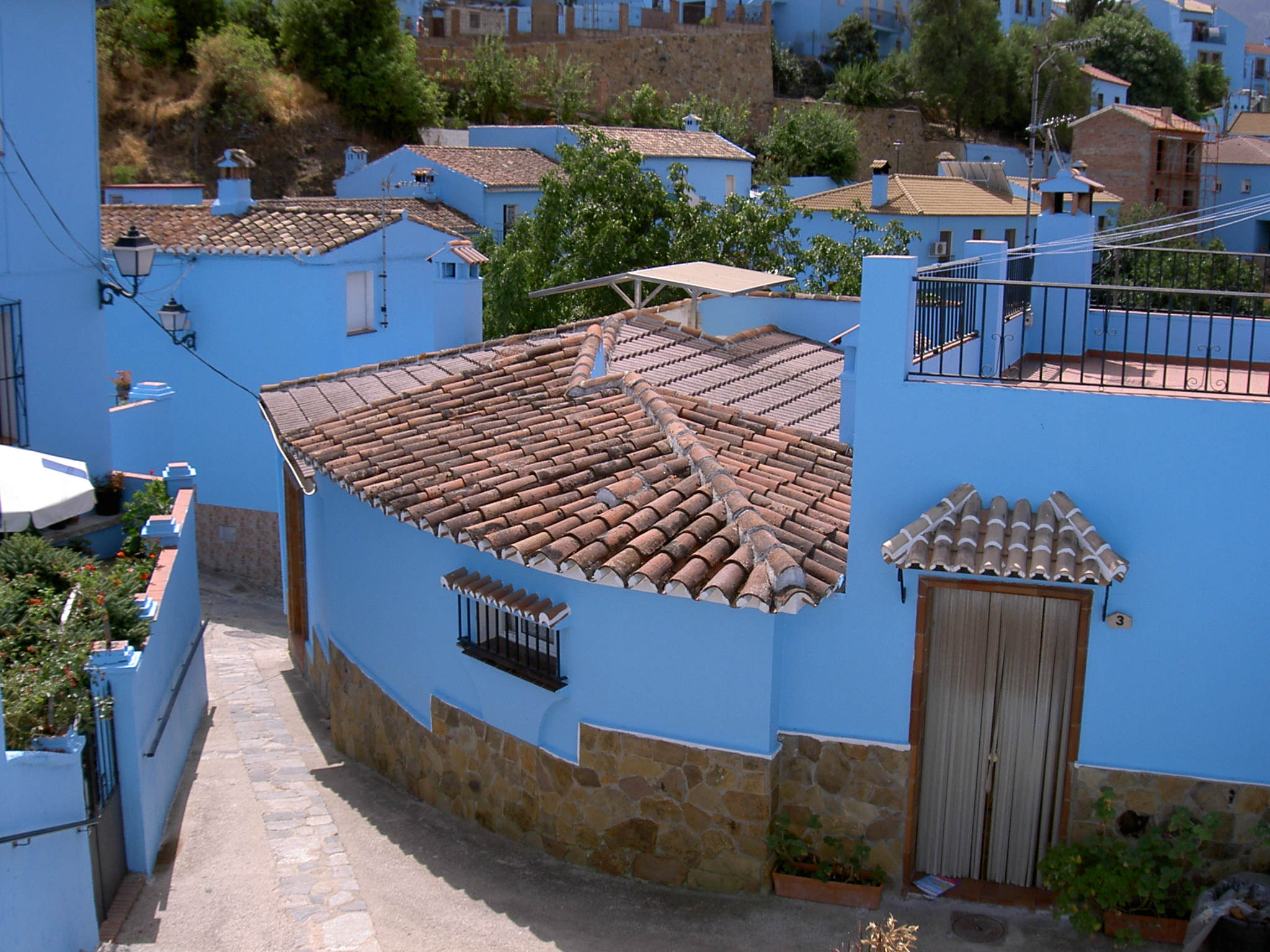
Júzcar – Ortsbild

Júzcar ist ein südspanischer Ort und eine Gemeinde (municipio) mit nur noch 227 Einwohnern (Stand: 2024) in der Provinz Málaga in der autonomen Gemeinschaft Andalusien.

## Lage und Klima
Der Ort Júzcar liegt an einem Hang in den zerklüfteten und bewaldeten Bergen im Süden der Serranía de Ronda ca. 3 km nordwestlich des Río Genal in einer Höhe von ca. 700 m. Die Stadt Ronda liegt gut 24 km (Fahrtstrecke) nördlich; der Felsen von Gibraltar befindet sich ca. 100 km südlich. Das Klima ist gemäßigt bis warm; Regen (ca. 775 mm/Jahr) fällt überwiegend im Winterhalbjahr.

## Bevölkerungsentwicklung
| Jahr      | 1857 | 1900 | 1950 | 2000 | 2020 |
| Einwohner | 665  | 804  | 623  | 223  | 240  |

Die Mechanisierung der Landwirtschaft, die Aufgabe bäuerlicher Kleinbetriebe (Höfesterben) und die daraus resultierende Arbeitslosigkeit haben seit den 1950er Jahren zu einem immer noch anhaltenden Bevölkerungsschwund geführt (Landflucht).

## Wirtschaft
Der Ort und seine Bevölkerung sind traditionell von der Landwirtschaft abhängig. Angebaut werden Getreide, Wein, Oliven und Gemüsepflanzen wie Bohnen, Kichererbsen und Erbsen; traditionell spielen auch Esskastanien eine wichtige Rolle. In den Minen der Umgebung wurde Zinnerz abgebaut; die Wälder lieferten in ausreichendem Maße Holz zur Herstellung von Holzkohle. Im 18. Jahrhundert erlebten viele Orte in der Serranía de Ronda einen wirtschaftlichen Aufschwung, der vor allem auf die illegale Schnapsbrennerei zurückzuführen war. In den 1960er Jahren begann man mit der Entwicklung des Tourismus in Form der Vermietung von Ferienwohnungen (casas rurales).

## Geschichte
Es wird davon ausgegangen, dass der Ort erst in der Frühzeit der islamischen Epoche durch Angehörige eines Berberstammes gegründet wurde. Nach der Rückeroberung (reconquista) durch die Christen in der Zeit um 1485 lebten noch zahlreiche Muslime (moriscos) in der Region, die jedoch – falls sie sich nicht zum Christentum bekannten – in den 1570er Jahren vertrieben wurden.

## Sehenswürdigkeiten
Alle Hausfassaden des Ortes und selbst die Kirche wurden als Werbung für den Film Die Schlümpfe im Jahr 2011 blau getüncht. Bei einer Abstimmung gegen Ende des Jahres wurden die Bewohner gefragt, ob die Häuser weiterhin blau bleiben oder in den weißen Ursprungszustand zurückversetzt werden sollen. 33 Bewohner stimmten für die Farbe weiß, 141 Bewohner für blau. Damit wird Júzcar blau bleiben und gilt somit als das erste Schlumpfdorf der Welt.